# Monophlebulus comperei
Monophlebulus comperei är en insektsart som beskrevs av Morrison 1923. Monophlebulus comperei ingår i släktet Monophlebulus och familjen pärlsköldlöss. Inga underarter finns listade i Catalogue of Life.